# Dmitri Walerjewitsch Swatkowski
Dmitri Walerjewitsch Swatkowski (russisch Дми́трий Вале́рьевич Сватко́вский; * 27. November 1971 in Moskau) ist ein russischer Moderner Fünfkämpfer, der von 1992 bis 2000 dreimal bei Olympischen Sommerspielen startete.
Bei seiner ersten Olympiateilnahme bei den Spielen 1992 in Barcelona errang er mit dem Vereinten Team der Länder der Gemeinschaft Unabhängiger Staaten eine Silbermedaille im Mannschaftswettbewerb, in der Einzelkonkurrenz erreichte er den 18. Platz. Vier Jahre später bei den Spielen in Atlanta wurde er für Russland startend im Einzelwettbewerb Vierter. Bei den Spielen 2000 in Sydney gewann er die Goldmedaille im Einzelwettkampf.
In den Jahren 1994 und 1995 wurde er Einzelweltmeister, darüber hinaus belegte er bei Weltmeisterschaften in Einzelwettbewerben 1997 den zweiten und 1999 den dritten Rang sowie mit der Mannschaft 1997 den dritten Platz. Im Jahr 1997 konnte er darüber hinaus im Einzel- und im Mannschaftswettkampf den Europameistertitel erringen.